# Fulgorinae
Sous-famille
Les Fulgorinae sont une sous-famille d’insectes hémiptères de la famille des Fulgoridae.

## Systématique
Cette sous-famille a été décrite par l'entomologiste Victor Lallemand (1880-1965) en 1963.

### Taxinomie
Elle se décompose en 9 genres :
- Cathedra
- Diareusa
- Fulgora - dont Fulgora laternaria
- Odontoptera (Carreno, 1941)
- Phrictus
- Pyrops
- Saiva
- Sinuala
- Zanna

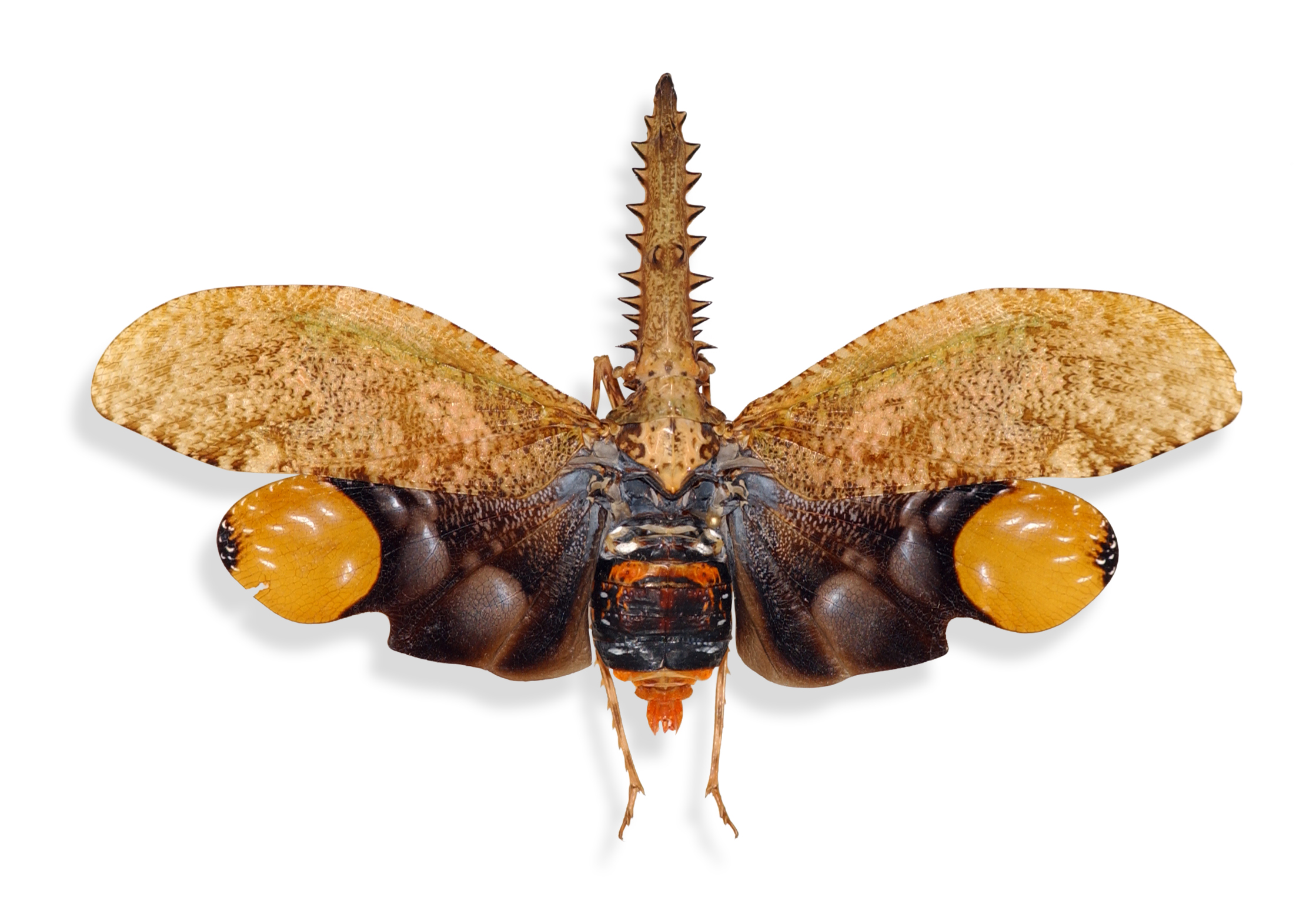
Cathedra  - Cathedra serrata
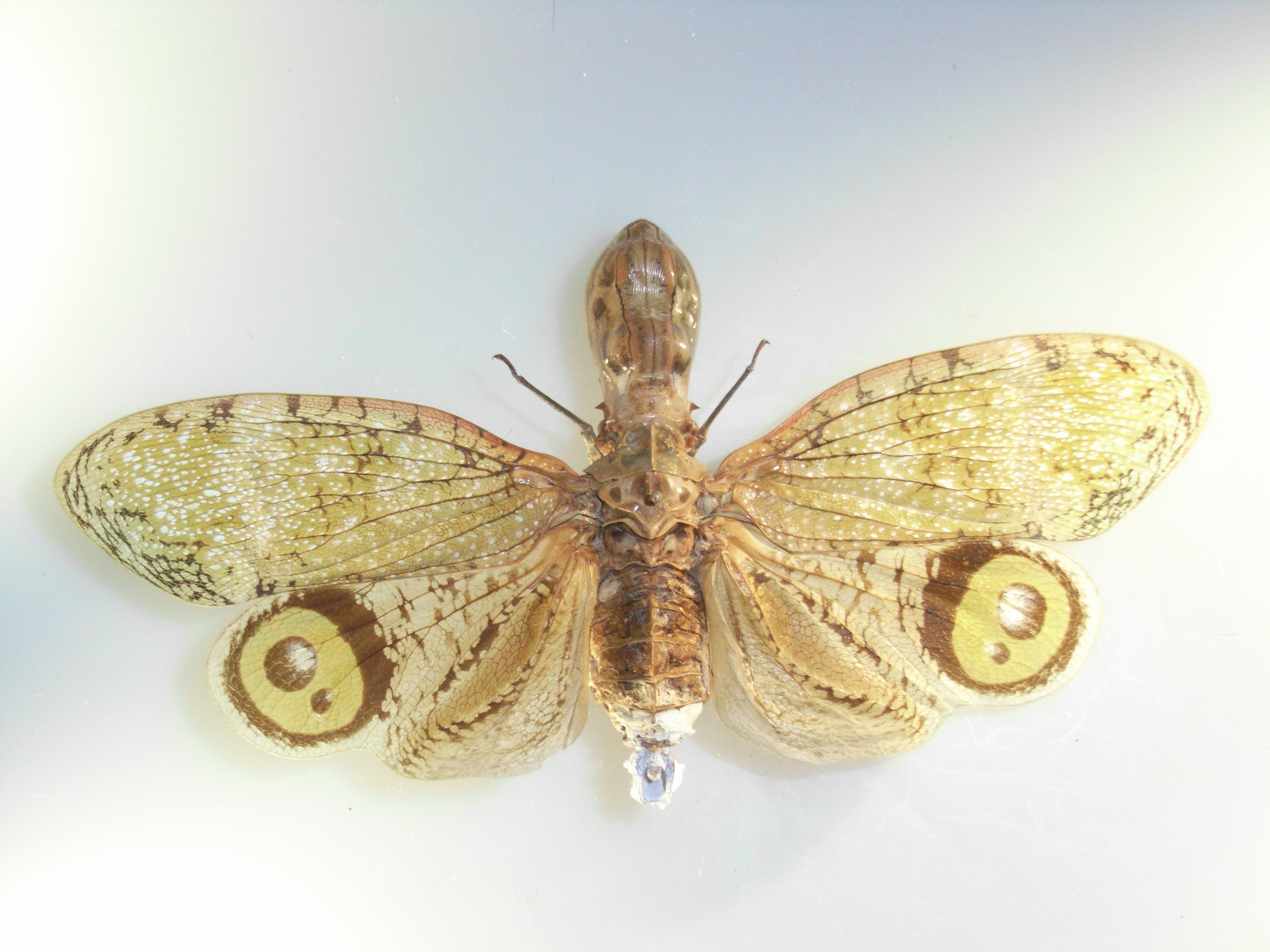
Fulgora - Fulgora laternaria
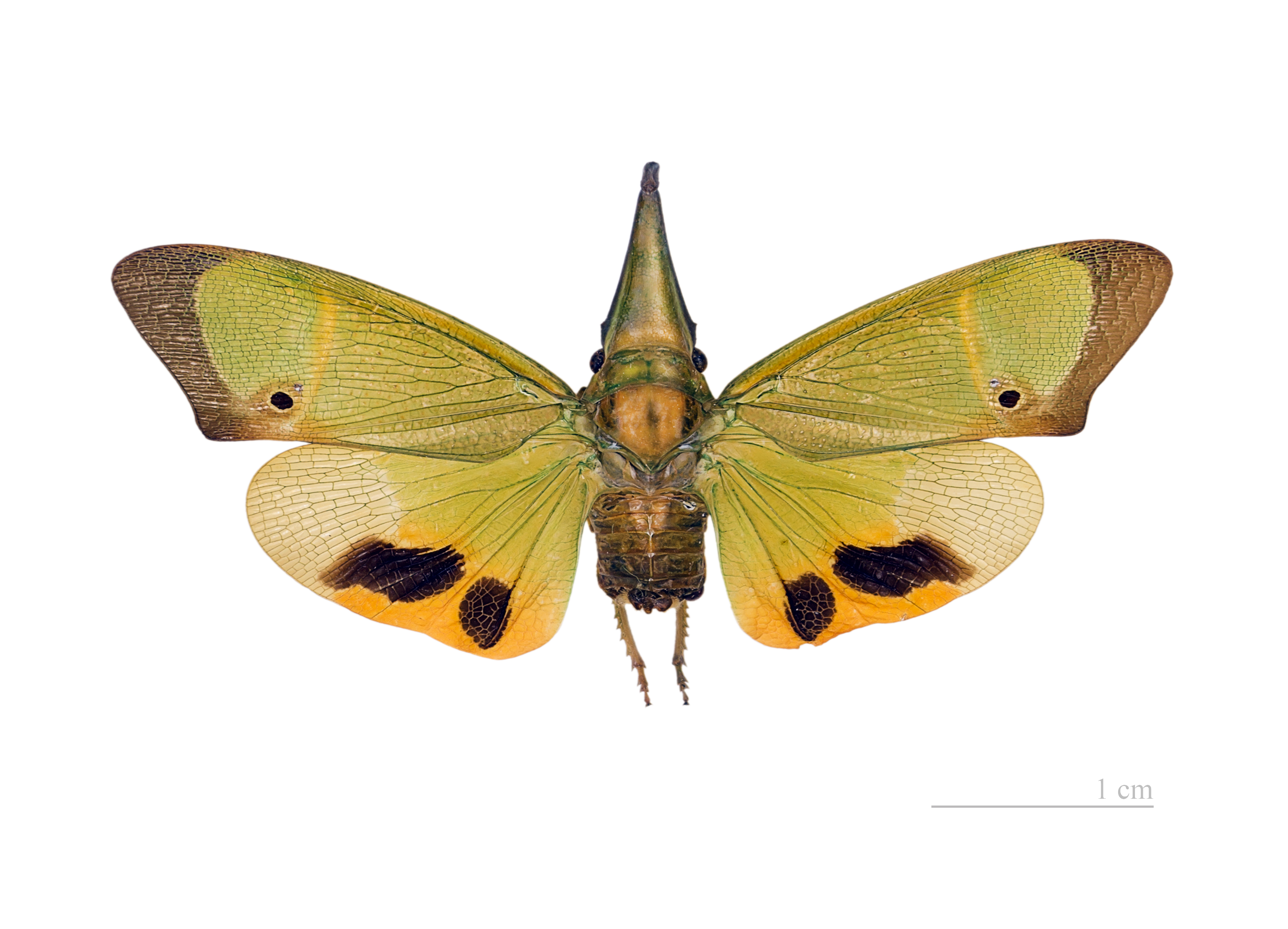
Odontoptera - Odontoptera carrenoi
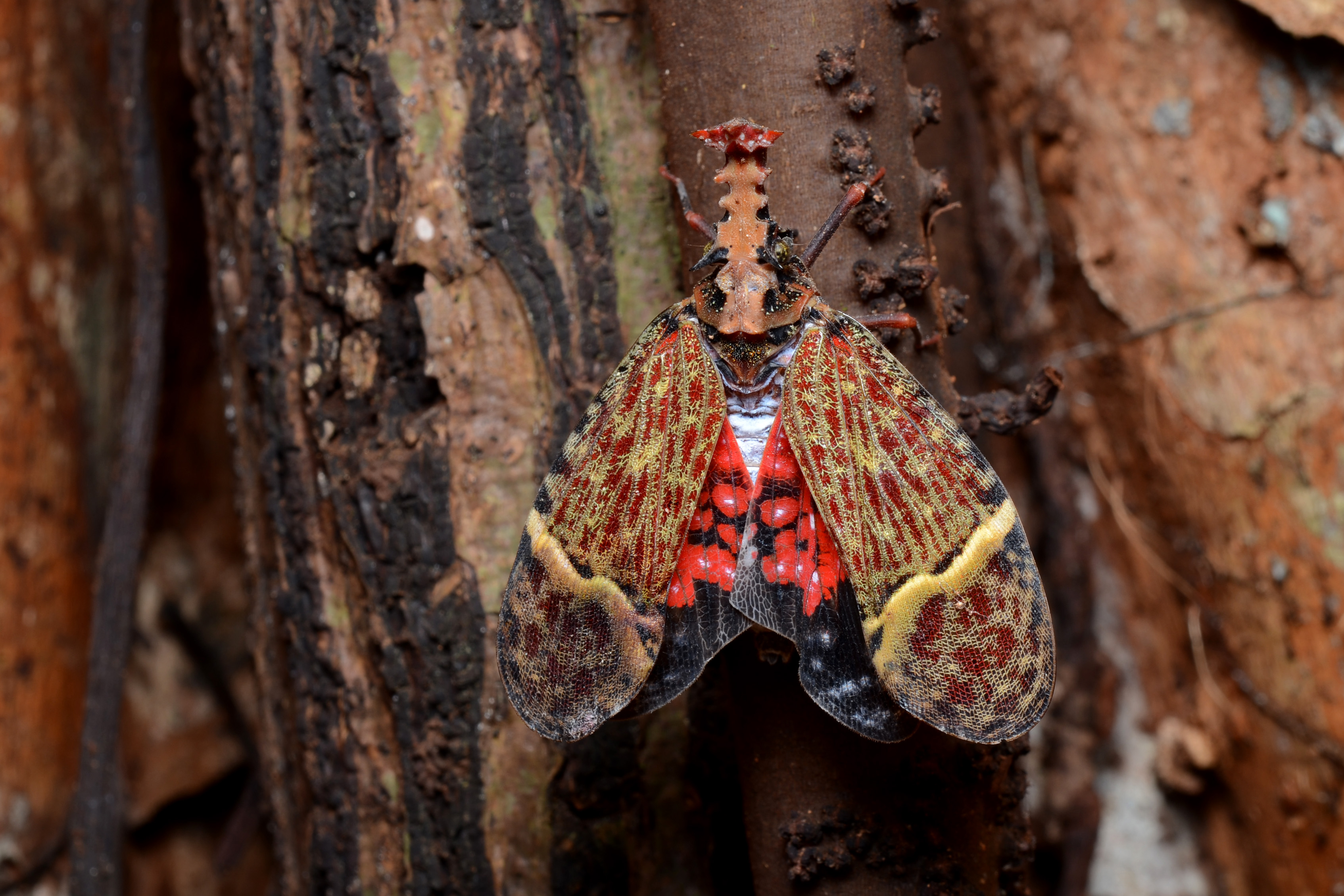
Phrictus - Phrictus quinqueparitus